# Lijst van voetbalinterlands Griekenland - Noord-Korea
Deze lijst van voetbalinterlands is een overzicht van alle officiële voetbalwedstrijden tussen de nationale teams van Griekenland en Noord-Korea. De landen speelden tot op heden een keer tegen elkaar: een vriendschappelijke wedstrijd die werd gespeeld op 25 mei 2010 in Altach (Oostenrijk). Voor beide teams was dit een oefenwedstrijd in de voorbereiding op het Wereldkampioenschap voetbal 2010.

## Wedstrijden
| № | Plaats | Datum       | Competitie        | Wedstrijd                 | Uitslag |
| - | ------ | ----------- | ----------------- | ------------------------- | ------- |
| 1 | Altach | 25 mei 2010 | Vriendschappelijk | Griekenland – Noord-Korea | 2 – 2   |

## Samenvatting
| Competitie        | Totaal gespeeld | Winst Griekenland | Gelijk | Winst Noord-Korea | Doelsaldo Griekenland – Noord-Korea |
| ----------------- | --------------- | ----------------- | ------ | ----------------- | ----------------------------------- |
| Vriendschappelijk | 1               | 0                 | 1      | 0                 | 2 − 2                               |
| Totaal            | 1               | 0                 | 1      | 0                 | 2 − 2                               |

## Details

### Eerste ontmoeting
| Vriendschappelijk (Altach, Oostenrijk, 25 mei 2010): |       |                                 |
| Griekenland                                          | 2 – 2 | Noord-Korea                     |
| Kostas Katsouranis 2' Angelos Charisteas 48'         | goals | 24' Jong Tae-se 51' Jong Tae-se |

EPO · A-internationals · Bondscoaches · Selecties · Grieks vrouwenelftal · Olympisch elftal · Griekenland U21 · Griekenland U20 · Griekenland U19 · Griekenland U18 · Griekenland U17 · Griekenland U16
1920 – 1929 ·
1930 – 1939 ·
1940 – 1949 ·
1950 – 1959 ·
1960 – 1969 ·
1970 – 1979 ·
1980 – 1989 ·
1990 – 1999 ·
2000 – 2009 ·
2010 – 2019 ·
2020 − 2029
EK 1980 · 
EK 2004 · 
EK 2008 · 
EK 2012
WK 1994 · 
WK 2010 · 
WK 2014
OS 1920 · 
OS 1952 · 
OS 2004
1920 · 
1921–1928 · 
1929 · 
1930 · 
1931 · 
1932 · 
1933 · 
1934 · 
1935 · 
1936 · 
1937 · 
1938 · 
1939–1947 · 
1948 · 
1949 · 
1950 · 
1952 · 
1952 · 
1953 · 
1954 · 
1955 · 
1956 · 
1957 · 
1958 · 
1959 · 
1960 · 
1961 · 
1962 · 
1963 · 
1964 · 
1965 · 
1966 · 
1967 · 
1968 · 
1969 · 
1970 · 
1971 · 
1972 · 
1973 · 
1974 · 
1975 · 
1976 · 
1977 · 
1978 · 
1979 · 
1980 · 
1981 · 
1982 · 
1983 · 
1984 · 
1985 · 
1986 · 
1987 · 
1988 · 
1989 · 
1990 · 
1991 ·
1992 · 
1993 · 
1994 · 
1995 · 
1996 · 
1997 · 
1998 · 
1999 · 
2000 · 
2001 · 
2002 · 
2003 · 
2004 · 
2005 · 
2006 · 
2007 · 
2008 · 
2009 · 
2010 · 
2011 · 
2012 · 
2013 · 
2014 · 
2015 · 
2016 · 
2017 · 
2018 ·
2019 ·
2020 ·
2021 ·
2022 ·
2023
Albanië ·
Argentinië ·
Armenië ·
Australië ·
België ·
Bolivia ·
Bosnië en Herzegovina ·
Brazilië ·
Bulgarije ·
Canada ·
Chili ·
Colombia ·
Costa Rica ·
Cyprus ·
Denemarken ·
DDR · 
Duitsland ·
Ecuador · 
Egypte ·
El Salvador ·
Engeland ·
Estland ·
Ethiopië ·
Faeröer ·
Finland ·
Frankrijk ·
Georgië ·
Ghana ·
Gibraltar ·
Honduras ·
Hongarije ·
Ierland ·
IJsland ·
Israël ·
Italië ·
Ivoorkust ·
Japan ·
Joegoslavië ·
Kameroen ·
Kazachstan ·
Kosovo ·
Kroatië ·
Letland ·
Libië ·
Liechtenstein ·
Litouwen ·
Luxemburg ·
Malta ·
Marokko ·
Mexico ·
Moldavië ·
Montenegro ·
Nederland ·
Nieuw-Zeeland ·
Nigeria ·
Noord-Ierland ·
Noord-Korea · 
Noorwegen ·
Oekraïne ·
Oostenrijk ·
Palestina ·
Paraguay · 
Polen ·
Portugal ·
Qatar ·
Roemenië ·
Rusland ·
San Marino ·
Saoedi-Arabië · 
Schotland ·
Senegal · 
Servië · 
Slovenië ·
Slowakije ·
Sovjet-Unie ·
Spanje ·
Syrië ·
Tsjechië ·
Tsjecho-Slowakije ·
Turkije ·
Verenigde Staten ·
Wales ·
Wit-Rusland · 
Zuid-Korea ·
Zweden ·
Zwitserland
Colombia (2014) · 
Costa Rica (2014) · 
Duitsland (2012) · 
Ivoorkust (2014) · 
Japan (2014) ·
Polen (2012) ·
Portugal (2004, 2) · 
Rusland (2008) ·
Rusland (2012) ·
Spanje (2008) ·
Tsjechië (2012) ·
Zuid-Korea (2010) ·
Zweden (2008)
DPR Korean Football Association · A-internationals · Selecties · Bondscoaches · Noord-Koreaans vrouwenelftal · Noord-Korea U21 · Noord-Korea U20 · Noord-Korea U19 · Noord-Korea U18 · Noord-Korea U17
1959 – 1969 · 
1970 – 1979 · 
1980 – 1989 · 
1990 – 1999 · 
2000 – 2009 · 
2010 – 2019
AC 1980 ·
AC 1992 ·
AC 2011 ·
AC 2015
WK 1966 ·
WK 2010
OS 1964 ·
OS 1976
1959 ·
1960 ·
1961–1964 · 
1965 ·
1966 ·
1967–1972 · 
1973 ·
1974 ·
1975 ·
1976 ·
1977 · 
1978 ·
1979 ·
1980 ·
1981 ·
1982 ·
1983–1984 · 
1985 ·
1986 ·
1987 · 
1988 ·
1989 ·
1990 ·
1991 ·
1992 ·
1993 ·
1994–1997 · 
1998 ·
1999 ·
2000 ·
2001 ·
2002 ·
2003 ·
2004 ·
2005 ·
2006 · 
2007 ·
2008 ·
2009 ·
2010 ·
2011 ·
2012 ·
2013 ·
2014 ·
2015 ·
2016 ·
2017
Afghanistan ·
Australië · 
Bahrein · 
Bangladesh · 
Bolivia · 
Brazilië · 
Bulgarije ·
Burkina Faso ·
Cambodja · 
Canada · 
Chili · 
China · 
Congo-Brazzaville · 
Egypte · 
Filipijnen · 
Finland · 
Griekenland · 
Guam · 
Guinee ·
Hongkong · 
India · 
Indonesië · 
Irak · 
Iran · 
Italië · 
Ivoorkust · 
Japan · 
Jemen · 
Jordanië · 
Kazachstan · 
Kirgizië · 
Koeweit · 
Letland · 
Libanon · 
Macau · 
Maleisië · 
Mali · 
Mexico · 
Mongolië · 
Myanmar · 
Nepal · 
Nigeria · 
Noorwegen · 
Oezbekistan · 
Oman · 
Pakistan ·
Palestina · 
Paraguay ·
Polen · 
Portugal · 
Qatar · 
Saoedi-Arabië · 
Singapore · 
Sovjet-Unie · 
Sri Lanka · 
Syrië · 
Tadzjikistan · 
Taiwan · 
Thailand · 
Turkmenistan · 
Venezuela · 
Verenigde Arabische Emiraten · 
Verenigde Staten · 
Vietnam · 
Zambia · 
Zuid-Afrika · 
Zuid-Korea · 
Zweden
Ivoorkust (2010) ·